# Pararezendesius luridus
Pararezendesius luridus is een hooiwagen uit de familie Gonyleptidae.